# 斯波茨伍德 (新澤西州)
斯波茨伍德（英語：Spotswood）是位於美國新澤西州米德爾塞克斯縣的自治市鎮。

## 人口
根據2020年美國人口普查的數據，斯波茨伍德的面積為6.27平方千米，當中陸地面積為5.99平方千米，而水域面積為0.28平方千米。當地共有人口8163人，而人口密度為每平方千米1,302人。